# Quatrième circonscription de la préfecture de Kanagawa
La quatrième circonscription de la préfecture de Kanagawa (神奈川県第4区, Kanagawa-ken dai-yon-ku) est l'une des vingt circonscriptions législatives que compte la préfecture de Kanagawa au Japon.

## Description géographique
La quatrième circonscription de la préfecture de Kanagawa regroupe l'arrondissement de Sakae au sud de Yokohama, les villes de Kamakura et Zushi ainsi que le district de Miura,.

## Députés
| Législature | Début de mandat | Fin de mandat | Député élu               | Parti politique | Parti politique |
| ----------- | --------------- | ------------- | ------------------------ | --------------- | --------------- |
| 41e         | 1996            | 2000          | Tadayoshi Iijima (ja)    |                 | PLD             |
| 42e         | 2000            | 2003          | Hisako Ōishi (ja)        |                 | PDJ             |
| 43e         | 2003            | 2005          | Hisako Ōishi (ja)        |                 | PDJ             |
| 44e         | 2005            | 2009          | Jun Hayashi (ja)         |                 | PLD             |
| 45e         | 2009            | 2012          | Kazuyoshi Nagashima (ja) |                 | PDJ             |
| 46e         | 2012            | 2014          | Keiichirō Asao (ja)      |                 | VP              |
| 47e         | 2014            | 2017          | Keiichirō Asao (ja)      |                 | SE              |
| 48e         | 2017            | 2021          | Yuki Waseda              |                 | PDC             |
| 49e         | 2021            | 2024          | Yuki Waseda              |                 | PDC             |
| 50e         | 2024            | -             | Yuki Waseda              |                 | PDC             |